# Borgonuovo-Pontecchio
Borgonuovo-Pontecchio is een plaats (frazione) in de Italiaanse gemeente Sasso Marconi.